# カーンワー
カーンワー（ヒンディー語：खानवा、英語：Khanwa）は、インドのウッタル・プラデーシュ州、アーグラ県の村。アーグラから60キロの村。カーヌアー（Khanua）とも呼ばれる。
ファテープル・シークリーにも近い。

## 歴史
1527年、この地でムガル帝国の皇帝バーブルとメーワール王国の君主サングラーム・シングの率いるラージプート軍が激突し、バーブルが勝利した。
バーブルの戦いは第一次パーニーパットの戦いに始まり、この戦いののち、ガーグラー川の戦いも勝利に終わった。